# Laura Rossouw
Laura Rossouw, (née le 15 juillet 1946) est une joueuse de tennis sud-africaine. 

## Palmarès

### Finale en simple dames
| No | Date       | Nom et lieu du tournoi                     | Catégorie | Surface      | Vainqueure       | Score         |          |
| -- | ---------- | ------------------------------------------ | --------- | ------------ | ---------------- | ------------- | -------- |
| 1  | 19-07-1971 | Head Cup Austrian Championships, Kitzbühel |           | Terre (ext.) | Billie Jean King | 6-2, 4-6, 7-5 | Parcours |

### Titre en double dames
| No | Date       | Nom et lieu du tournoi          | Catégorie  | Surface      | Partenaire  | Finalistes                  | Score    |          |
| -- | ---------- | ------------------------------- | ---------- | ------------ | ----------- | --------------------------- | -------- | -------- |
| 1  | 05-07-1971 | Swiss Open Championships Gstaad | Grand Prix | Terre (ext.) | Brenda Kirk | Françoise Dürr Lea Pericoli | 8-6, 6-3 | Parcours |

### Finales en double dames
| No | Date       | Nom et lieu du tournoi          | Catégorie | Surface      | Vainqueures                           | Partenaire      | Score    |          |
| -- | ---------- | ------------------------------- | --------- | ------------ | ------------------------------------- | --------------- | -------- | -------- |
| 1  | 05-04-1971 | South African Open Johannesburg |           | Dur (ext.)   | Margaret Smith Court Evonne Goolagong | Brenda Kirk     | 6-3, 6-2 | Parcours |
| 2  | 11-06-1973 | German Open Hambourg            |           | Terre (ext.) | Helga Masthoff Heide Schildknecht     | Kristien Kemmer | 6-1, 6-2 | Parcours |

## Parcours en Grand Chelem (partiel)

### En simple dames
| Année | Championnat d'Australie Open d'Australie | Championnat d'Australie Open d'Australie | Internationaux de France | Internationaux de France | Wimbledon       | Wimbledon        | US National US Open | US National US Open |
| 1966  | -                                        | -                                        | 2e tour (1/32)           | Roberta Beltrame         | 3e tour (1/16)  | Mimi Arnold      | -                   | -                   |
| 1967  | -                                        | -                                        | 1er tour (1/64)          | Karen Krantzcke          | 2e tour (1/32)  | Maria Bueno      | -                   | -                   |
| 1968  | -                                        | -                                        | 2e tour (1/32)           | Helen Gourlay            | 2e tour (1/32)  | Stephanie Defina | 2e tour (1/16)      | Victoria Rogers     |
| 1969  | -                                        | -                                        | 2e tour (1/16)           | Billie Jean King         | 1er tour (1/64) | Kerry Melville   | -                   | -                   |
| 1970  | -                                        | -                                        | 2e tour (1/16)           | Vlasta Kodesova          | 2e tour (1/32)  | Denise Carter    | -                   | -                   |
| 1971  | -                                        | -                                        | 3e tour (1/8)            | Nancy Richey             | 2e tour (1/32)  | Denise Carter    | -                   | -                   |
| 1972  | -                                        | -                                        | 4e tour (1/8)            | Olga Morozova            | 3e tour (1/16)  | Pam Teeguarden   | -                   | -                   |
| 1973  | -                                        | -                                        | 2e tour (1/16)           | Nancy Richey             | 1er tour (1/64) | Sue Mappin       | 2e tour (1/16)      | Kerry Melville      |
| 1974  | -                                        | -                                        | -                        | -                        | 2e tour (1/32)  | Karen Krantzcke  | -                   | -                   |

À droite du résultat, l’ultime adversaire.

### En double dames
| Année | Championnat d'Australie Open d'Australie | Championnat d'Australie Open d'Australie | Internationaux de France     | Internationaux de France | Wimbledon                     | Wimbledon                   | US National US Open           | US National US Open         |
| 1966  | -                                        | -                                        | 3e tour (1/8) Esme Emanuel   | Norma Baylon A. Van Zyl  | 2e tour (1/16) Esme Emanuel   | Maria Bueno Nancy Richey    | -                             | -                           |
| 1967  | -                                        | -                                        | 2e tour (1/16) Greta Delport | I. Löfdahl Eva Lundquist | 1er tour (1/32) Greta Delport | Carol Hanks M. Eisel        | -                             | -                           |
| 1968  | -                                        | -                                        | 2e tour (1/8) Helen Gourlay  | Maria Bueno Nancy Richey | 1er tour (1/32) Helen Gourlay | Vicky Berner Faye Urban     | 1er tour (1/8) Maryna Godwin  | Patricia Cody Nadine Netter |
| 1969  | -                                        | -                                        | 1/4 de finale Pat Walkden    | M. Smith Nancy Richey    | 2e tour (1/16) Maryna Godwin  | M. Eisel V. Ziegenfuss      | -                             | -                           |
| 1970  | -                                        | -                                        | 1/4 de finale M. Brummer     | Rosie Casals B. J. King  | 1er tour (1/32) M. Brummer    | Alex Cowie S. Holdsworth    | -                             | -                           |
| 1971  | -                                        | -                                        | 3e tour (1/8) Brenda Kirk    | Gail Sherriff F. Dürr    | 3e tour (1/8) Brenda Kirk     | M. Smith E. Goolagong       | -                             | -                           |
| 1972  | -                                        | -                                        | 2e tour (1/8) W. Gilchrist   | H. Masthoff Schildknecht | 1/4 de finale W. Gilchrist    | B. J. King Betty Stöve      | 1er tour (1/16) Marcie Louie  | Rosie Casals B. J. King     |
| 1973  | -                                        | -                                        | 2e tour (1/8) K. Kemmer      | M. Smith Virginia Wade   | 2e tour (1/16) K. Kemmer      | Julie Anthony Mona Schallau | 1er tour (1/16) K. Kuykendall | Chris Evert Olga Morozova   |
| 1974  | -                                        | -                                        | -                            | -                        | 1er tour (1/32) F. Bonicelli  | K. Fukuoka K. Sawamatsu     | -                             | -                           |

Sous le résultat, la partenaire ; à droite, l’ultime équipe adverse.

### En double mixte
| Année | Championnat d'Australie Open d'Australie | Championnat d'Australie Open d'Australie | Internationaux de France      | Internationaux de France      | Wimbledon                    | Wimbledon                 | US National US Open        | US National US Open      |
| 1967  | -                                        | -                                        | 1er tour (1/32) Mr Webster    | Kalogeropoulos Kalogeropoulos | -                            | -                         | -                          | -                        |
| 1968  | -                                        | -                                        | 1er tour (1/32) Rohan Summers | M. Cristiani P. Proisy        | 3e tour (1/16) Rohan Summers | K. Krantzcke Ray Ruffels  | 1/4 de finale Tom Gorman   | Tory Ann Gerry Perry     |
| 1969  | -                                        | -                                        | 2e tour (1/16) B. Montrenaud  | K. Krantzcke Ray Ruffels      | 3e tour (1/16) H. Plötz      | M. Smith Ken Fletcher     | -                          | -                        |
| 1970  | n/a                                      | n/a                                      | 1er tour (1/32) John Bryant   | S. Petersen E. Gorostiaga     | 2e tour (1/32) Jack Saul     | A. M. Arias Jaime Pinto   | -                          | -                        |
| 1971  | n/a                                      | n/a                                      | -                             | -                             | 1er tour (1/64) D. Schroder  | Joyce Barclay J. Drobný   | -                          | -                        |
| 1972  | n/a                                      | n/a                                      | 1er tour (1/16) Norman Perry  | B. J. King C. Graebner        | 2e tour (1/32) P. Marzano    | Rita Lauder John McDonald | 2e tour (1/16) D. Schroder | Olga Morozova T. Kakulia |
| 1973  | n/a                                      | n/a                                      | -                             | -                             | 2e tour (1/32) P. Marzano    | Navrátilová Jan Kodeš     | -                          | -                        |

Sous le résultat, le partenaire ; à droite, l’ultime équipe adverse.

## Parcours aux Masters

### En simple dames
| # | Date       | Nom de l'édition                         | ($)     | Surface      | Résultat      | Ultime adversaire | Score    |          |
| - | ---------- | ---------------------------------------- | ------- | ------------ | ------------- | ----------------- | -------- | -------- |
| 1 | 15/10/1973 | Virginia Slims Championships, Boca Raton | 110 000 | Terre (ext.) | 2e tour (1/8) | Françoise Dürr    | 6-4, 6-4 | Parcours |

### En double dames
| # | Date       | Nom de l'édition                        | ($)     | Surface      | Résultat       | Partenaire     | Ultimes adversaires           | Score    |          |
| - | ---------- | --------------------------------------- | ------- | ------------ | -------------- | -------------- | ----------------------------- | -------- | -------- |
| 1 | 15/10/1973 | Virginia Slims Championships Boca Raton | 110 000 | Terre (ext.) | 1er tour (1/8) | Laurie Fleming | Karen Krantzcke Wendy Overton | 6-2, 6-2 | Parcours |

## Parcours en Coupe de la Fédération
| #                                                                           | Date       | Lieu  | Surface      | Gagnante(s)               | Perdante(s)               | Score         |          |
|                                                                             |            |       |              |                           |                           |               |          |
| 1971 - 1er tour (groupe mondial) - Afrique du Sud - Indonésie - 3 : 0       |            |       |              |                           |                           |               |          |
| 1                                                                           | 26/12/1970 | Perth | Herbe (ext.) | Laura Rossouw             | Lany Kaligis              | 6-2, 7-5      | Parcours |
| 1                                                                           | 26/12/1970 | Perth | Herbe (ext.) | Brenda Kirk Laura Rossouw | Lany Kaligis Lita Liem    | 6-2, 6-3      | Parcours |
|                                                                             |            |       |              |                           |                           |               |          |
| 1971 - 1/4 de finale (groupe mondial) - Afrique du Sud - États-Unis - 1 : 2 |            |       |              |                           |                           |               |          |
| 2                                                                           | 27/12/1970 | Perth | Herbe (ext.) | Laura Rossouw             | Sharon Walsh              | 9-7, 5-7, 6-4 | Parcours |
| 2                                                                           | 27/12/1970 | Perth | Herbe (ext.) | Patti Hogan Sharon Walsh  | Brenda Kirk Laura Rossouw | 6-3, 7-5      | Parcours |